# Desa Kertamulya (administrativ by i Indonesien, lat -6,84, long 107,49)
Desa Kertamulya är en administrativ by i Indonesien.   Den ligger i provinsen Jawa Barat, i den västra delen av landet, 100 km sydost om huvudstaden Jakarta.